# Лауритано, Инес
Инес Лауритано (итал. Inez Lauritano; 25 мая 1910, Нью-Йорк — 11 октября 1994, Стамфорд) — американская скрипачка.
Родилась в семье итальянских иммигрантов, её отец Селестино Лауритано руководил духовыми ансамблями, игравшими на прогулочных пароходах. Училась музыке у Энрико Раньери (скрипка) и Эдоардо Трукко (теория, контрапункт, фортепиано), начала концертировать с шестилетнего возраста. Далее занималась под руководством Леопольда Ауэра, в 1930—1933 гг. училась в Джульярдской школе у Луиса Персинджера. В 1932 году стала одним из лауреатов Наумбурговского конкурса молодых исполнителей.
Выступала c концертными программами вместе со своим учителем Персинджером. С 1932 году её аккомпаниатором была младшая сестра Ирис Лауритано (1919—2009), в дальнейшем давала концерты вместе с Арпадом Шандором, Львом Шорром, Шибли Бойес. «Нью-Йорк Таймс» оценивала игру Лауритано как чистую, внятную, с уверенным чувством стиля. В 1950—1952 гг. играла в оркестре Леопольда Стоковского на ряде записей для RCA Victor.
Была замужем за Фредериком Стюартом (1918—1992), менеджером по рекламе издательства McGraw Hill; дочь Анна.